# Павел Ольковський
Павел Ольковський (пол. Paweł Olkowski, нар. 13 лютого 1990, Ґміна Озімек) — польський футболіст, захисник клубу «Кельн».
Виступав, зокрема, за клуби «Заглемб'є» (Любін) та «Гурник» (Забже), а також національну збірну Польщі.

## Клубна кар'єра
У дорослому футболі дебютував 2009 року виступами за команду клубу «Заглемб'є» (Любін), в якій провів один сезон. 
Протягом 2010—2011 років захищав кольори команди клубу ГКС (Катовиці).
Своєю грою за останню команду привернув увагу представників тренерського штабу клубу «Гурник» (Забже), до складу якого приєднався 2011 року. Відіграв за команду з міста Забже наступні три сезони своєї ігрової кар'єри.
До складу клубу «Кельн» приєднався 2014 року. Відтоді встиг відіграти за кельнський клуб 37 матчів в національному чемпіонаті.

## Виступи за збірну
У 2013 році дебютував в офіційних матчах у складі національної збірної Польщі. Наразі провів у формі головної команди країни 11 матчів.